# Атрибут
Атрибут је оно што је придодато, приписано као својство, које се разликује од свих других својстава. Знак, обележје. Придев служи као стилска фигура поређења. У филозофији, оно што припада супстанцији као њена суштинска карактеристика.

Субјективни атрибут (енгл. subjective attribute) је обележје искуства које има претежно, или искључиво, субјективну природу а тешко се, или се не може, објективно дефинисати. Један део међуљудске комуникације обележен је субјективним атрибутима јер се нијансе у значењима или разлике у перцепцији интонације речи практично не могу другачије описати.